# Žofie Henrieta Waldecká
Žofie Henrieta Waldecká (3. srpna 1662 Arolsen – 15. října 1702 Erbach) byla waldeckou princeznou a sňatkem první sasko-hildburghausenskou vévodkyní.

## Život
Žofie Henrieta se narodila jako dcera polního maršála Jiřího Fridricha z Waldecku (1620–1692) a jeho manželky Alžběty Šarloty Nasavsko-Siegenské (1626-1694).
30. listopadu 1680 se osmnáctiletá Žofie v rodném Arolsenu provdala za o sedm let staršího vévodu Arnošta Sasko-Hildburghausenského, přítele a druha jejího otce, se kterým žila do roku 1683 v Arolsenu. Po dokončení zámku v Hildburghausenu se pár přestěhoval tam. Žofie Henrieta měla velmi blízký vztah se svým nejstarším synem Arnoštem Fridrichem; zařídila jeho sňatek s jeho sestřenicí Žofií Albertinou z Erbachu.
Žofie Henrieta zemřela 15. října 1702, deset dní po narození svého nejmladšího syna a dva roky před svatbou Arnošta Fridricha s Žofií Albertinou. Byla první osobou pohřbenou v královské hrobce palácového kostela v Hildburghausenu. Manžel ji přežil o třináct let a znovu se již neoženil.
Otec Žofie Henriety zemřel v roce 1692 bez mužského dědice. Waldeck-Eisenberg přešel na waldecko-wildungenskou linii; panství Culemborg v Nizozemsku zdědila Žofiina nejstarší sestra Luisa Anna (sňatkem hraběnka z Erbach-Fürstenau). Po smrti bezdětné Luisy v roce 1714 zdědil panství Žofiin nejstarší syn Arnošt Fridrich; v roce 1748 byl Culemborg prodán nizozemské provincii Gelderland.

## Potomci
Za dvaadvacet let manželství Žofie Henrieta porodila pět dětí, z nichž se dospělosti dožily tři:
- 1. Arnošt Fridrich I. Sasko-Hildburghausenský (21. 8. 1681 Gotha – 9. 3. 1724 Hildburghausen), vévoda sasko-hildburghausenský od roku 1715 až do své smrti[2]
⚭ 1704 Žofie Albertina z Erbachu (30. 7. 1683 Erbach – 4. 9. 1742 Einsfeld), rodem erbašská hraběnka[3]
- 2. Žofie Šarlota Sasko-Hildburghausenská (23. 12. 1682 Arolsen – 20. 4. 1684)[4]
- 3. Žofie Šarlota Sasko-Hildburghausenská (23. 3. 1685 Hildburghausen – 4. 6. 1710 Eisfeld), svobodná a bezdětná[5]
- 4. Karel Vilém Sasko-Hildburghausenský (25. 7. 1686 Arolsen – 2. 4. 1687 tamtéž)[6]
- 5. Josef Sasko-Hildburghausenský (5. 10. 1702 Erbach – 4. 1. 1787 Hildburghausen), polní maršál Svaté říše římské a velitel francouzsko-rakouského koaličního vojska v bitvě u Rossbachu[7]
⚭ 1738 Marie Anna Viktorie Savojská (11. 9. 1683 – 11. 10. 1763)[8]